# TAC1
TAC1 (англ. Tachykinin precursor 1) – білок, який кодується однойменним геном, розташованим у людей на короткому плечі 7-ї хромосоми. Довжина поліпептидного ланцюга білка становить 129 амінокислот, а молекулярна маса — 15 003.
| 10         |  | 20         |  | 30         |  | 40         |  | 50         |
| ---------- |  | ---------- |  | ---------- |  | ---------- |  | ---------- |
| MKILVALAVF |  | FLVSTQLFAE |  | EIGANDDLNY |  | WSDWYDSDQI |  | KEELPEPFEH |
| LLQRIARRPK |  | PQQFFGLMGK |  | RDADSSIEKQ |  | VALLKALYGH |  | GQISHKRHKT |
| DSFVGLMGKR |  | ALNSVAYERS |  | AMQNYERRR  |  |            |  |            |

A: Аланін

D: Аспарагінова кислота

E: Глутамінова кислота

F: Фенілаланін

G: Гліцин

H: Гістидин

I: Ізолейцин

K: Лізин

L: Лейцин

M: Метіонін

N: Аспарагін

P: Пролін

Q: Глутамін

R: Аргінін

S: Серин

T: Треонін

V: Валін

W: Триптофан

Задіяний у такому біологічному процесі, як альтернативний сплайсинг. 
Секретований назовні.